# 1093 Freda
Az 1093 Freda (ideiglenes jelöléssel 1925 LA) a Naprendszer kisbolygóövében található aszteroida. Benjamin Jekhowsky fedezte fel 1925. június 15-én. Nevét Fred Prévostról kapta.